# Chrysotus humilis
Chrysotus humilis är en tvåvingeart som beskrevs av Octave Parent 1928. Chrysotus humilis ingår i släktet Chrysotus och familjen styltflugor.
Artens utbredningsområde är Texas. Inga underarter finns listade i Catalogue of Life.